# Vale de Imerícia

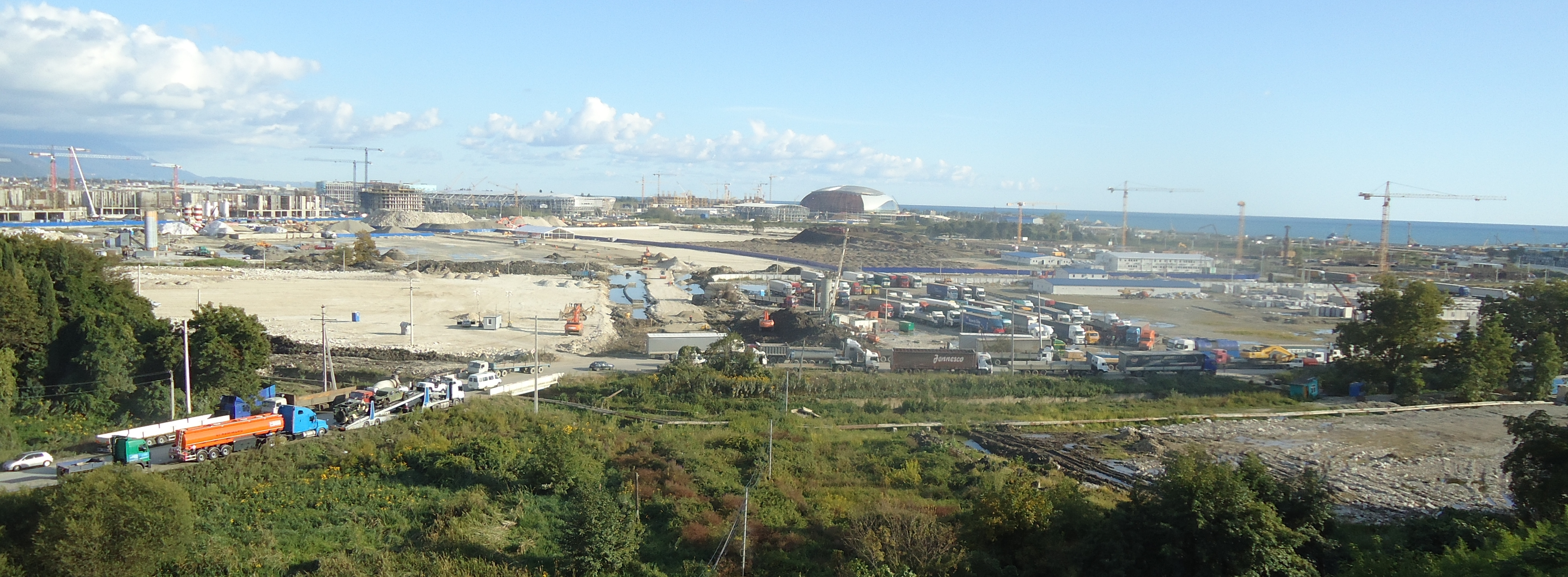
Vale do Imerícia, em outubro de 2011, durante a construção do cluster costeiro para os Jogos Olímpicos de Inverno de 2014

O Vale de Imerícia (em russo: Имеретинская низменность; romaniz.: Imeretinsky) está localizado na costa do Mar Negro, entre os rios Mzymta e Psou no Krai de Krasnodar, Rússia, a cerca de quatro quilômetros da fronteira com a Geórgia. O nome deriva da região georgiana da Imerícia.
O Vale de Imerícia era uma área importante para as aves migratórias protegida desde 1911, a maior parte da qual foi destruída durante as obras de construção do cluster costeiro da infraestrutura dos Jogos Olímpicos de Inverno de 2014, do qual faziam parte complexos hoteleiros, que teriam um total de 5 600 quartos. O maior desses hotéis era construído numa área de 36 hectares. O Vale também terá um hotel quatro estrelas, hotel de 700 quartos para dignitários e convidados presentes os Jogos.